# Gustav Dannreuther

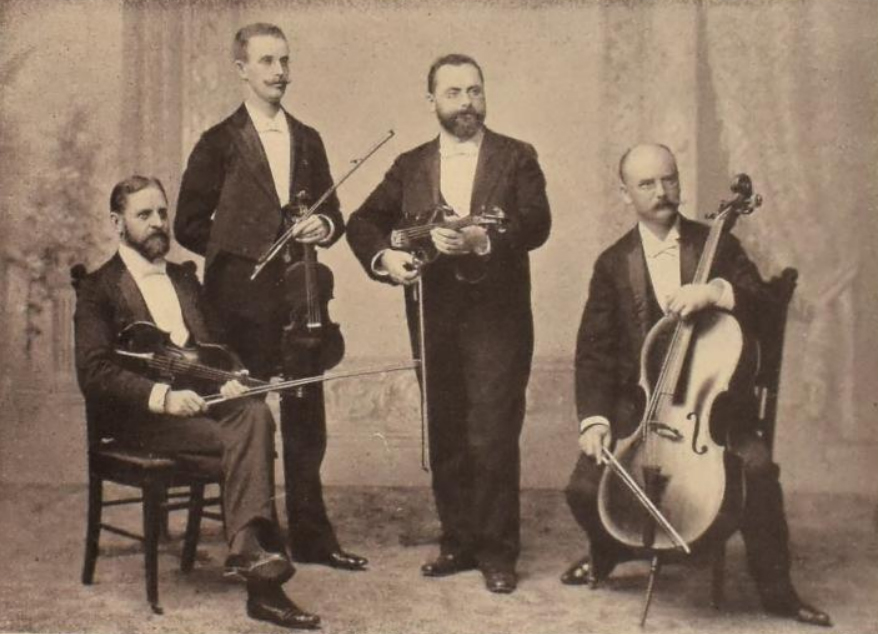
Dannreuther Streichquartett, zwischen 1891 und 1898

Gustav Dannreuther (* 21. Juli 1853 in Cincinnati; † 19. Dezember 1923 in New York) war ein US-amerikanischer Geiger deutscher Herkunft. Er war der Bruder von Edward Dannreuther.
Dannreuther studierte von 1871 bis 1874 an der Hochschule für Musik Berlin bei Joseph Joachim und Heinrich de Ahna. Einige Zeit trat er in Paris und London auf und unterrichtete, 1877 kehrte er in die USA zurück und spielte im Mendelssohn-Quintett in Boston. 1881 trat er dem Boston Symphony Orchestra bei dessen Gründung bei und spielte am 22. Oktober in dessen Besetzung beim ersten Konzert des Orchesters, gab die Arbeit im Orchester jedoch bald auf und kehrte zu seiner Lieblingsmusik im Ensemble zurück. 1884 gründete er das Dannreuther Streichquartett, das in der einen oder anderen Form (später Beethoven-Quartett genannt) etwa 30 Jahre lang existierte und um die Jahrhundertwende einen wichtigen Platz im Musikleben der Vereinigten Staaten einnahm. Insbesondere Dannreuther und seine Kameraden beteiligten sich aktiv an der Verbreitung der Kammermusik Antonin Dvoraks auf der amerikanischen Bühne. Seit 1907 lehrte er am Vassar College und hinterließ eine Reihe von Lehrmitteln.
Dannreuther ist die Romanze für Violine und Klavier Op. 9 Nr. 3 von Arthur Foote gewidmet.
Dannreuthers Frau Nellie Dannreuther, geb. Morton Taylor (dt. Nellie Morton Taylor; 1858–1942) war Pianistin und trat oft mit dem Quartett ihres Mannes auf und ergänzte es zu einem Klavierquintett.